# Proces Machalka a spol.

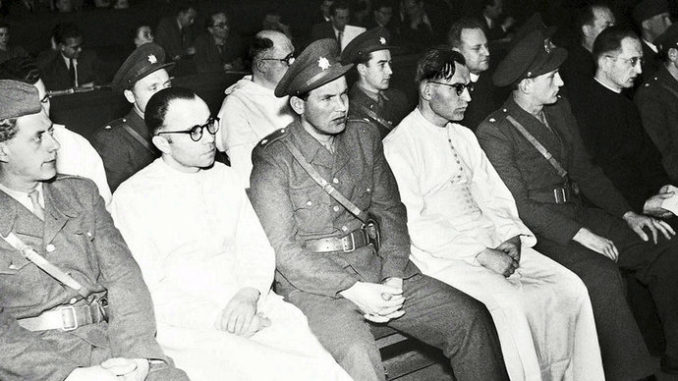
Obvinění u soudu

Proces Machalka a spol. byl první vykonstruovaný proces v režii komunistické strany namířený proti katolické církvi. Byl součástí tažení proti mužským řeholním řádům, předstupněm, který měl poskytnout ideologické zdůvodnění likvidace klášterů v rámci vzápětí následující Akce K. Proces, který proběhl počátkem roku 1950, byl prezentován jako odhalení rozsáhlé protistátní špionážní činnosti řeholníků ve prospěch Vatikánu. K vysokým trestům odnětí svobody v něm bylo odsouzeno 10 řeholníků, většinou předních představitelů řádů - byli mezi nimi dva opati, významní teologové nebo představený české provincie Tovaryšstva Ježíšova.

## Seznam odsouzených představitelů řeholních řádů
1. ThDr. Ivan Mastiliak (doživotí), redemptorista, řeckokatolík, náboženský spisovatel, profesor na bohosloveckém učilišti v Obořišti. Trest později zmírněn na 25 let, z nichž byl vězněn 15, propuštěn při amnestii v roce 1965
2. Augustin Machalka (25 let), opat premonstrátského kláštera v Nové Říši, propuštěn na amnestii po 10 letech v roce 1960
3. PhDr. František Šilhan (25 let), provinciál jezuitů. Amnestie roku 1960 se na něj jakožto provinciála nevztahovala, propuštěn až při amnestii v roce 1965
4. Bohumil Vít Tajovský (20 let), opat premonstrátského kláštera v Želivě, propuštěn 1960
5. ThDr. Silvestr Braito (15 let), dominikán, šéfredaktor revue pro duchovní život Na hlubinu; propuštěn 1960
6. Jan Blesík (15 let), redemptorista, propuštěn 1960
7. PhDr. Jan Evangelista Urban (14 let), františkán, teolog, spisovatel, zakladatel a ředitel institutu Studium catholicum; propuštěn 1960
8. Adolf Kajpr (12 let), jezuita, šéfredaktor týdeníku Katolík, zemřel ve věznici Leopoldov 17. září 1959 na následky infarktu, při němž nedostal náležitou lékařskou péči
9. František Mikulášek (9 let), jezuita, šéfredaktor časopisu Dorost; propuštěn 1959
10. Stanislav Barták (2 roky), kněz-provizor premonstrátského kláštera v Nové Říši, propuštěn 1952

## Přípravná fáze
Komunistický režim od roku 1949 stupňoval tlak na církev a pravděpodobně měl v plánu zinscenovat proces, jehož hlavní postavou se měl v souvislosti s Číhošťským zázrakem stát farář Josef Toufar. Přiznání z něj však vyšetřovatelé vynucovali takovým mučením, že na jeho následky 25. února 1950 zemřel ještě ve vyšetřovací vazbě. O den později „Gottwald ohlásil řešení likvidace mužských řádů jako úkol dne”.
Předsednictvo ústředního výboru strany však „rozhodlo nejdříve připravit proces s představenými řádů, jehož ´účelem bylo kompromitovat církevní řády, aby bylo možno zahájit akci proti klášterům´". Smysl procesu je také popisován takto: „…musí být odhalena nepřátelská politika Vatikánu proti zemím lidové demokracie a Sovětskému svazu a dokumentováno, že řády a kláštery byly přímo zapojeny do této rozvratnické politiky Vatikánu a byly semeništěm protistátních činů. Není možno chápat proces tak, že by v procesu šlo jen o zjištění viny jednotlivých obžalovaných, nýbrž na procesu musí být rozvinuty široce otázky nepřátelské a protilidové politiky Vatikánu, vysoké hierarchie u nás, klášterů a řádů“.
Zatýkání spojené s důkladnými prohlídkami klášterů začalo 15. března 1950. Vedení Státní bezpečnosti obdrželo úkol vybrat ze zatčených představitelů řádů deset a urychleně je připravit k soudu. Konečné slovo k sestavě obětí příslušelo ministru spravedlnosti Alexeji Čepičkovi. Při vyšetřování bylo použito tehdy běžných metod fyzického a psychického násilí.

## Soudní proces
- Doba konání: 31. března – 5. dubna 1950

- Soudu předsedal: JUDr. Jaroslav Novák

- Státní prokuraturu zastupovali: JUDr. Karel Čížek, JUDr. Josef Urválek a JUDr. Ludmila Brožová

Postavení všech obžalovaných před tribunálem zhoršovaly kontakty se zahraničím. Režim měl jistotu, že k nim docházelo, neboť většina účastníků procesu studovala na zahraničních univerzitách a své nejvyšší řádové představené měla v Římě.
Nejvíce se prokurátoři v tomto ohledu zaměřili na Ivana Mastiliaka. Obviňovali jej ze špionáže a nahlíželi na něj jako na agenta Vatikánu, který mu má pomoci znovu spojit řecké katolíky s římskými. Obnovení těchto snah podle ministerstva informací „napadlo Vatikán po Velké říjnové revoluci proto, aby měl k dispozici širší síť špiónů a větší počet oddaných sluhů, ochotných bojovat proti osvobozenému pracujícímu lidu.”
Machalkovi a Tajovskému v průběhu procesu nejvíce přitěžovalo, že ve svých klášterech údajně „přechovávali zbraně”. Pozdější inspekční zprávy ministerstva vnitra a soudní rehabilitace potvrzují, že k praktikám StB v případě potřeby patřilo vyrobit chybějící důkazy.
Machalku, Tajovského a zejména jezuitu Mikuláška soud vinil, že po Únoru 1948 bojovali proti jednotné škole a proti Československému svazu mládeže, ač hájili ústavou zaručené právo církve na výchovu katolické mládeže v katolickém duchu.
| „              | Devět z obviněných patřilo k výkvětu našeho řeholního kléru. Desátý, Barták, byl do procesu zařazen pro ochotu vypovídat podle předem připraveného scénáře. | “ |
| — Václav Vaško | |   |

## Rozsudek
„Až na Bartáka se všichni obžalovaní od roku 1944 až do svého zatčení jednak vzájemně, jednak s jinými činiteli spolčili, aby se pokusili rozvrátit lidově demokratický řád. Všichni obžalovaní proto navázali a udržovali spojení s nepřátelskými silami... Machalka a Tajovský, řídíce se zločinnými záměry proti republice, dokonce opatřovali a shromažďovali zbraně. Až na Mikuláška a Bartáka se dále všichni obžalovaní... spojili s cizími činiteli, aby jim vyzradili státní tajemství. Mastilák  tak učinil v době branné pohotovosti státu,“ stojí v rozsudku.
Soud řeholníkům také uložil peněžité tresty od 10 do 50 tisíc Kčs, všichni odsouzení pozbyli na 10 let občanská práva.

## Reakce na proces
Zejména mezi věřícími vyvolal monstrproces zděšení. Současně s ním však také vrcholila propagandistická kampaň mající za cíl kompromitaci řeholí. Ve sdělovacích prostředcích byly uveřejňovány „dopisy pracujících" odsuzující „protistátní a vlastizrádnou činnost" řeholníků. Ke kampani patřily i veřejné ohlasy s nadpisy typu „Dostali po zásluze" nebo „Žijí v přepychu, a přece podrývají".
Pouhých osm dní po skončení procesu dal generální tajemník komunistické strany Rudolf Slánský pokyny krajským sekretariátům k provedení akce K.

## Průběh věznění
Nejprve byli kněží ještě ve věznici na Pankráci, pak je odvezli na Mírov, odkud byli už po týdnu převezeni do Valdic, kde byli drženi v přísné izolaci na samotkách. Na vycházky chodili dvakrát týdně po čtvrthodině, v rozestupech pěti kroků od sebe. Nesměli psát a dostávat dopisy.
6. listopadu 1950 svezli odsouzené do samotek ve věznici Ruzyně. Opět je vyslýchali, protože se připravoval soud s biskupy. Po půlroce dalšího putování přes Pankrác, Mírov a Valdice se dočkali konce přísné izolace. Většina byla přemístěna do Leopoldova nebo zpátky na Mírov.
Barták, Mikulášek a Blesík si odpykali tresty v plné výši (2, 9 a 10 let). Machalka, Tajovský, Braito a Urban byli propuštěni po 10 letech na amnestii v květnu 1960, Šilhan a Mastiliak po 15 letech na amnestii v roce 1965. Adolf Kajpr zemřel po devíti letech věznění v leopoldovské věznici.

## Nezákonnost procesu
Zpráva inspekce ministerstva vnitra z 15. června 1965 konstatovala nezákonnost tohoto procesu. Poukázala mj. na to, že obžalovaní před soudem měnili a odvolávali své výpovědi vynucené předtím Státní bezpečností, ale že soud každou odchylnou výpověď paušálně odmítal jako výmluvy. „Trestní věc nebyla po stránce skutkové a důkazní prokázána.”
Plné rehabilitace se všichni odsouzení dočkali až v roce 1993.